# Слаткин, Феликс
Феликс Слаткин (англ. Felix Slatkin; 22 декабря 1915, Сент-Луис — 8 февраля 1963) — американский скрипач и дирижёр. Отец Леонарда Слаткина.
Родился в еврейской семье, эмигрировавшей с территории современной Украины; фамилия предков музыканта предположительно была Злоткин. Учился в Кёртисовском институте у Ефрема Цимбалиста (скрипка) и Фрица Райнера (дирижирование). В 17-летнем возрасте поступил в Сент-Луисский симфонический оркестр, из молодых участников которого сформировал камерный состав. В 1939 г. вместе с женой, виолончелисткой Элинор Аллер, сформировал струнный квартет, выступления которого были прерваны Второй мировой войной, во время которой Слаткин играл в военных оркестрах (в частности, на авиабазе США в Санта-Ане). В послевоенные годы Слаткин и Аллер вернулись к ансамблевому музицированию в составе Голливудского струнного квартета (1945—1961), получив премию «Грэмми» за одну из его записей. Кроме того, Слаткин был первой скрипкой в оркестре киностудии 20th Century Fox, записав ряд скрипичных соло для музыки к таким кинофильмам, как «Как зелена была моя долина» и «Как выйти замуж за миллионера», и подготовив серию аранжировок. Слаткин также выступал как дирижёр, концертмейстер и аранжировщик с несколькими оркестрами лёгкой музыки, на протяжении 1950-х гг. постоянно сотрудничая, в частности, с Фрэнком Синатрой. Скоропостижно скончался от сердечного приступа.